# Andrzej Stanisław Załuski
Andrzej Stanisław Załuski, född 2 december 1695, död 16 december 1758, var en polsk biskop. Han var brorson till Andrzej Chryzostom Załuski och bror till Józef Andrzej Załuski.
Załuski utnämndes under August II till biskop av Płock, anslöt sig liksom brodern 1733 till Stanisław I Leszczyński, men försonade sig med August III, var kronkansler 1735–47, biskop av Chełmno och Kraków samt akademikansler. Han utövade stort mecenatskap och hjälpte brodern vid upprättandet av dennes bibliotek.